# Llista de topònims de Perafita
Llista de topònims (noms propis de lloc) del municipi de Perafita, a Lluçanès
Informació actualitzada per un bot. Els canvis manuals es perdran quan s'actualitzi!

## abric rocós
| imatge | Nom           | Ubicat a | instància de | Detalls | coordenades                                                         | Protecció | Commons (més fotos) | Dades a WD                    |
| ------ | ------------- | -------- | ------------ | ------- | ------------------------------------------------------------------- | --------- | ------------------- | ----------------------------- |
|        | Balma Fosca   | Perafita | abric rocós  |         | 42° 01′ 47″ N, 2° 06′ 49″ E / 42.0296577554349°N,2.11374195661728°E |           |                     | Modifica les dades a Wikidata |
|        | Balma del Mas | Perafita | abric rocós  |         | 42° 04′ 23″ N, 2° 05′ 09″ E / 42.073183232569°N,2.08582888579283°E  |           |                     | Modifica les dades a Wikidata |
|        | la Balma      | Perafita | abric rocós  |         | 42° 04′ 05″ N, 2° 06′ 57″ E / 42.0681318943398°N,2.11587830099323°E |           |                     | Modifica les dades a Wikidata |

## casa
| imatge | Nom           | Ubicat a | instància de | Detalls                                  | coordenades                                                                                            | Protecció                                  | Commons (més fotos) | Dades a WD                    |
| ------ | ------------- | -------- | ------------ | ---------------------------------------- | --- | ------------------------------------------ | ------------------- | ----------------------------- |
|        | Ca l'Espanyol | Perafita | casa         | Estil: arquitectura popular 17th century | 42° 02′ 24″ N, 2° 06′ 21″ E / 42.040031°N,2.105942°E ca:C. Major, 47. Nucli urbà de Perafita. Perafita | bé integrant del patrimoni cultural català | Ca l'Espanyol       | Modifica les dades a Wikidata |
|        | Cal Ferragic  | Perafita | casa         | Estil: arquitectura popular              | 42° 02′ 47″ N, 2° 06′ 28″ E / 42.0465°N,2.10772°E                                                      | bé integrant del patrimoni cultural català |                     | Modifica les dades a Wikidata |
|        | Can Mirot     | Perafita | casa         | Estil: arquitectura popular              | 42° 03′ 00″ N, 2° 05′ 35″ E / 42.050016°N,2.092968°E                                                   | bé integrant del patrimoni cultural català |                     | Modifica les dades a Wikidata |

## edifici històric
| imatge | Nom                 | Ubicat a | instància de              | Detalls | coordenades                                                         | Protecció | Commons (més fotos) | Dades a WD                    |
| ------ | ------------------- | -------- | ------------------------- | ------- | ------------------------------------------------------------------- | --------- | ------------------- | ----------------------------- |
|        | Creu de Sant Agustí | Perafita | edifici històric capella  |         | 42° 02′ 12″ N, 2° 06′ 12″ E / 42.036759°N,2.10341°E 746 msnm        |           |                     | Modifica les dades a Wikidata |
|        | la Creu Xica        | Perafita | edifici històric monument |         | 42° 01′ 46″ N, 2° 05′ 51″ E / 42.0295401630312°N,2.09749577697948°E |           |                     | Modifica les dades a Wikidata |

## església
| imatge | Nom                               | Ubicat a | instància de | Detalls                     | coordenades                                                                            | Protecció                                  | Commons (més fotos)               | Dades a WD                    |
| ------ | --------------------------------- | -------- | ------------ | --------------------------- | -------------------------------------------------------------------------------------- | ------------------------------------------ | --------------------------------- | ----------------------------- |
|        | Mare de Déu del Remei de Perafita | Perafita | església     | Estil: arquitectura popular | 42° 03′ 03″ N, 2° 06′ 15″ E / 42.050924°N,2.104254°E                                   | bé integrant del patrimoni cultural català | Mare de Déu del Remei de Perafita | Modifica les dades a Wikidata |
|        | Sant Pere                         | Perafita | església     |                             | 42° 02′ 32″ N, 2° 06′ 23″ E / 42.042124°N,2.106396°E                                   | bé cultural d'interès local                | Sant Pere de Perafita             | Modifica les dades a Wikidata |
|        | Santa Margarida de Vilaltella     | Perafita | església     |                             | 42° 02′ 05″ N, 2° 07′ 27″ E / 42.034804°N,2.124233°E ca:Sector sud del terme municipal | bé integrant del patrimoni cultural català | Santa Margarida de Vilaltella     | Modifica les dades a Wikidata |

## granja
| imatge | Nom                  | Ubicat a | instància de | Detalls | coordenades                                                         | Protecció | Commons (més fotos) | Dades a WD                    |
| ------ | -------------------- | -------- | ------------ | ------- | ------------------------------------------------------------------- | --------- | ------------------- | ----------------------------- |
|        | Granges de Cal Fusta | Perafita | granja       |         | 42° 03′ 15″ N, 2° 07′ 02″ E / 42.0541918655503°N,2.11730432870848°E |           |                     | Modifica les dades a Wikidata |
|        | Granges de Can Carbó | Perafita | granja       |         | 42° 02′ 27″ N, 2° 05′ 45″ E / 42.0407401142916°N,2.09582701090477°E |           |                     | Modifica les dades a Wikidata |
|        | Granges de Sant Pere | Perafita | granja       |         | 42° 03′ 04″ N, 2° 07′ 15″ E / 42.0510387967256°N,2.12071948982654°E |           |                     | Modifica les dades a Wikidata |
|        | Granja del Carolet   | Perafita | granja       |         | 42° 03′ 11″ N, 2° 07′ 29″ E / 42.0530781557039°N,2.12476387899836°E |           |                     | Modifica les dades a Wikidata |

## masia
| imatge | Nom                     | Ubicat a | instància de | Detalls                                                       | coordenades | Protecció                                  | Commons (més fotos)      | Dades a WD                    |
| ------ | ----------------------- | -------- | ------------ | ------------------------------------------------------------- | --- | ------------------------------------------ | ------------------------ | ----------------------------- |
|        | Bassès                  | Perafita | masia        | Estil: arquitectura popular 18th century                      | 42° 02′ 12″ N, 2° 05′ 17″ E / 42.036629°N,2.087951°E ca:Sector oest del terme municipal                                | bé integrant del patrimoni cultural català |                          | Modifica les dades a Wikidata |
|        | Cal Fortet              | Perafita | masia        |                                                               | 42° 03′ 44″ N, 2° 07′ 40″ E / 42.0620982306711°N,2.12773410659798°E                                                    |                                            |                          | Modifica les dades a Wikidata |
|        | Cal Fusta               | Perafita | masia        | Estil: arquitectura popular 19th century                      | 42° 03′ 11″ N, 2° 06′ 59″ E / 42.052928°N,2.116383°E ca:Sector central del terme municipal                             | bé integrant del patrimoni cultural català |                          | Modifica les dades a Wikidata |
|        | Cal Rossinyol           | Perafita | masia        |                                                               | 42° 02′ 18″ N, 2° 06′ 14″ E / 42.0383544773617°N,2.10400398304489°E                                                    |                                            |                          | Modifica les dades a Wikidata |
|        | Cal Samponç             | Perafita | masia        | Estil: arquitectura popular 18th century                      | 42° 02′ 53″ N, 2° 07′ 25″ E / 42.048183°N,2.123674°E ca:Ctra. de Sant Bartomeu a Perafita, km 22 823 msnm              | bé integrant del patrimoni cultural català | Cal Santponç             | Modifica les dades a Wikidata |
|        | Cal Soci                | Perafita | masia        | Estil: arquitectura popular 18th century                      | 42° 03′ 19″ N, 2° 06′ 55″ E / 42.055413°N,2.1152°E ca:Sector central del terme municipal                               | bé integrant del patrimoni cultural català |                          | Modifica les dades a Wikidata |
|        | Cal Terri               | Perafita | masia        | Estil: arquitectura popular 17th century                      | 42° 02′ 54″ N, 2° 07′ 18″ E / 42.048231°N,2.12174°E ca:Sector est del terme municipal                                  | bé integrant del patrimoni cultural català |                          | Modifica les dades a Wikidata |
|        | Can Carbó               | Perafita | masia        | Estil: arquitectura barroca arquitectura popular 17th century | 42° 02′ 31″ N, 2° 06′ 21″ E / 42.041976°N,2.105842°E ca:C. de l'església, 4. Nucli urbà de Perafita. Perafita 746 msnm | bé integrant del patrimoni cultural català | Can Carbó (Perafita)     | Modifica les dades a Wikidata |
|        | Can Novelliques         | Perafita | masia        | Estil: arquitectura popular                                   | 42° 04′ 22″ N, 2° 05′ 41″ E / 42.072698°N,2.094615°E                                                                   | bé integrant del patrimoni cultural català |                          | Modifica les dades a Wikidata |
|        | Can Torres              | Perafita | masia        |                                                               | 42° 02′ 40″ N, 2° 06′ 32″ E / 42.0444708196653°N,2.10875123928007°E ca:C. de Dalt, 3. Nucli urbà de Perafita. Perafita |                                            |                          | Modifica les dades a Wikidata |
|        | Can Xixell              | Perafita | masia        |                                                               | 42° 03′ 47″ N, 2° 07′ 34″ E / 42.0629327056159°N,2.12613935336932°E                                                    |                                            |                          | Modifica les dades a Wikidata |
|        | Casa Nova del Castell   | Perafita | masia        |                                                               | 42° 02′ 55″ N, 2° 06′ 35″ E / 42.0485664456472°N,2.10961235464926°E                                                    |                                            |                          | Modifica les dades a Wikidata |
|        | Casa de les Monges      | Perafita | masia        | Estil: arquitectura popular 17th century                      | 42° 02′ 32″ N, 2° 06′ 21″ E / 42.042138°N,2.105924°E ca:Pl. de l'Església, 7 752 msnm                                  | bé integrant del patrimoni cultural català | Ca les Monges (Perafita) | Modifica les dades a Wikidata |
|        | Casanova del Pallars    | Perafita | masia        |                                                               | 42° 03′ 16″ N, 2° 05′ 40″ E / 42.0545275359616°N,2.09449548582156°E                                                    |                                            |                          | Modifica les dades a Wikidata |
|        | Cogullés de Perafita    | Perafita | masia        | Estil: arquitectura popular                                   | 42° 04′ 03″ N, 2° 05′ 57″ E / 42.067429°N,2.099138°E                                                                   | bé integrant del patrimoni cultural català |                          | Modifica les dades a Wikidata |
|        | Cruells                 | Perafita | masia        | Estil: arquitectura popular 18th century                      | 42° 01′ 19″ N, 2° 07′ 21″ E / 42.021939°N,2.122622°E ca:Sector sud del terme municipal                                 | bé integrant del patrimoni cultural català |                          | Modifica les dades a Wikidata |
|        | Hostal Nou              | Perafita | masia        | Estil: arquitectura popular 18th century                      | 42° 02′ 57″ N, 2° 06′ 47″ E / 42.049211°N,2.113184°E ca:Sector central del terme municipal                             | bé integrant del patrimoni cultural català |                          | Modifica les dades a Wikidata |
|        | Mas Bols                | Perafita | masia        | Estil: arquitectura popular                                   | 42° 03′ 45″ N, 2° 05′ 30″ E / 42.062579°N,2.09175°E                                                                    | bé integrant del patrimoni cultural català |                          | Modifica les dades a Wikidata |
|        | Mas Busquets            | Perafita | masia        | Estil: arquitectura popular                                   | 42° 01′ 33″ N, 2° 05′ 56″ E / 42.025863°N,2.09894°E                                                                    | bé integrant del patrimoni cultural català |                          | Modifica les dades a Wikidata |
|        | Mas Paiàs               | Perafita | masia        | Estil: arquitectura popular                                   | 42° 03′ 20″ N, 2° 06′ 30″ E / 42.055441°N,2.108239°E                                                                   | bé integrant del patrimoni cultural català |                          | Modifica les dades a Wikidata |
|        | Mas Teulats             | Perafita | masia        | Estil: arquitectura popular                                   | 42° 03′ 07″ N, 2° 06′ 24″ E / 42.051898°N,2.106741°E                                                                   | bé integrant del patrimoni cultural català |                          | Modifica les dades a Wikidata |
|        | Mas les Roquetes        | Perafita | masia        | Estil: arquitectura popular                                   | 42° 02′ 46″ N, 2° 07′ 28″ E / 42.045984°N,2.124575°E                                                                   | bé integrant del patrimoni cultural català |                          | Modifica les dades a Wikidata |
|        | Mascarella              | Perafita | masia        | 17th century                                                  | 42° 01′ 13″ N, 2° 06′ 22″ E / 42.0202402099761°N,2.10603386830556°E ca:Sector sud del terme municipal                  |                                            |                          | Modifica les dades a Wikidata |
|        | Masia la Roca           | Perafita | masia        | Estil: arquitectura popular                                   | 42° 02′ 57″ N, 2° 06′ 09″ E / 42.049128°N,2.102623°E                                                                   | bé integrant del patrimoni cultural català |                          | Modifica les dades a Wikidata |
|        | Puigmajor               | Perafita | masia        | Estil: arquitectura popular 18th century                      | 42° 03′ 16″ N, 2° 07′ 19″ E / 42.054402°N,2.121933°E ca:Carretera BP-4653, km 13,4 854 msnm                            | bé integrant del patrimoni cultural català | Puigmajor (Perafita)     | Modifica les dades a Wikidata |
|        | Rocatova de Baix        | Perafita | masia        | Estil: arquitectura popular 18th century                      | 42° 03′ 49″ N, 2° 07′ 19″ E / 42.063625°N,2.121987°E ca:Sector nord-est del terme municipal                            | bé integrant del patrimoni cultural català |                          | Modifica les dades a Wikidata |
|        | Rocatova de Dalt        | Perafita | masia        | Estil: arquitectura popular 19th century                      | 42° 04′ 04″ N, 2° 07′ 14″ E / 42.067911°N,2.120599°E ca:Sector nord-est del terme municipal                            | bé integrant del patrimoni cultural català |                          | Modifica les dades a Wikidata |
|        | el Cel de Cruells       | Perafita | masia        | Estil: arquitectura popular                                   | 42° 01′ 44″ N, 2° 07′ 32″ E / 42.029023°N,2.125544°E ca:Sector sud del terme municipal                                 | bé integrant del patrimoni cultural català |                          | Modifica les dades a Wikidata |
|        | el Roure                | Perafita | masia        |                                                               | 42° 02′ 01″ N, 2° 06′ 57″ E / 42.0337350929255°N,2.11573907284797°E ca:Sector sud del terme municipal                  |                                            |                          | Modifica les dades a Wikidata |
|        | la Bauma                | Perafita | masia        | Estil: arquitectura popular 18th century                      | 42° 04′ 08″ N, 2° 07′ 01″ E / 42.068784°N,2.117009°E ca:Sector nord-est del terme municipal                            | bé integrant del patrimoni cultural català |                          | Modifica les dades a Wikidata |
|        | la Casa Nova de la Roca | Perafita | masia        |                                                               | 42° 03′ 11″ N, 2° 05′ 36″ E / 42.0531122856223°N,2.09319836598055°E                                                    |                                            |                          | Modifica les dades a Wikidata |
|        | la Franquesa            | Perafita | masia        | 18th century                                                  | 42° 02′ 43″ N, 2° 05′ 22″ E / 42.0451482499624°N,2.08949337109779°E ca:Sector oest del terme municipal                 |                                            |                          | Modifica les dades a Wikidata |
|        | la Riera                | Perafita | masia        | Estil: arquitectura popular                                   | 42° 02′ 00″ N, 2° 06′ 20″ E / 42.033201°N,2.105566°E ca:Sector sud del terme municipal                                 | bé integrant del patrimoni cultural català |                          | Modifica les dades a Wikidata |
|        | la Roca del Mill        | Perafita | masia        |                                                               | 42° 02′ 18″ N, 2° 06′ 24″ E / 42.0382944274275°N,2.10669907177636°E                                                    |                                            |                          | Modifica les dades a Wikidata |
|        | la Serra                | Perafita | masia        | Estil: arquitectura popular 18th century                      | 42° 03′ 20″ N, 2° 07′ 56″ E / 42.055462°N,2.132263°E ca:Sector est del terme municipal                                 | bé integrant del patrimoni cultural català |                          | Modifica les dades a Wikidata |
|        | la Tria                 | Perafita | masia        | 17th century                                                  | 42° 02′ 27″ N, 2° 07′ 09″ E / 42.0409314606845°N,2.11927607550829°E ca:Sector est del terme municipal                  |                                            |                          | Modifica les dades a Wikidata |
|        | les Heures              | Perafita | masia        | Estil: arquitectura popular 18th century                      | 42° 03′ 38″ N, 2° 07′ 04″ E / 42.060667°N,2.117895°E ca:Sector nord-est del terme municipal                            | bé integrant del patrimoni cultural català |                          | Modifica les dades a Wikidata |
|        | les Valls de Mascarella | Perafita | masia        | Estil: arquitectura popular 18th century                      | 42° 01′ 31″ N, 2° 06′ 40″ E / 42.025326°N,2.110991°E ca:Sector sud del terme municipal                                 | bé integrant del patrimoni cultural català |                          | Modifica les dades a Wikidata |

## molí d'aigua
| imatge | Nom                 | Ubicat a | instància de | Detalls                                  | coordenades                                                                                | Protecció                                  | Commons (més fotos) | Dades a WD                    |
| ------ | ------------------- | -------- | ------------ | ---------------------------------------- | ------------------------------------------------------------------------------------------ | ------------------------------------------ | ------------------- | ----------------------------- |
|        | Molí de Busquets    | Perafita | molí d'aigua | Estil: arquitectura popular 18th century | 42° 01′ 24″ N, 2° 06′ 04″ E / 42.02342°N,2.10109°E ca:Sector sud del terme municipal       | bé integrant del patrimoni cultural català |                     | Modifica les dades a Wikidata |
|        | Molí de Terradelles | Perafita | molí d'aigua | Estil: arquitectura popular              | 42° 04′ 13″ N, 2° 05′ 06″ E / 42.07022°N,2.08501°E ca:Sector nord-oest del terme municipal | bé integrant del patrimoni cultural català |                     | Modifica les dades a Wikidata |
|        | Molí de la Roca     | Perafita | molí d'aigua | Estil: arquitectura popular 18th century | 42° 03′ 14″ N, 2° 05′ 09″ E / 42.05384°N,2.08573°E ca:Sector oest del terme municipal      | bé integrant del patrimoni cultural català |                     | Modifica les dades a Wikidata |
|        | el Molinot de Dalt  | Perafita | molí d'aigua |                                          | 42° 02′ 12″ N, 2° 04′ 54″ E / 42.0367106155084°N,2.08176084874553°E                        |                                            |                     | Modifica les dades a Wikidata |

## muntanya
| imatge | Nom                   | Ubicat a       | instància de | Detalls | coordenades                                                  | Protecció | Commons (més fotos) | Dades a WD                    |
| ------ | --------------------- | -------------- | ------------ | ------- | ------------------------------------------------------------ | --------- | ------------------- | ----------------------------- |
|        | Cel de Cruells        | Perafita       | muntanya     |         | 42° 01′ 42″ N, 2° 07′ 30″ E / 42.0284°N,2.12503°E 844 msnm   |           |                     | Modifica les dades a Wikidata |
|        | Serrat de Novelliques | Perafita Lluçà | muntanya     |         | 42° 04′ 32″ N, 2° 05′ 36″ E / 42.0755°N,2.0934°E 798.4 msnm  |           |                     | Modifica les dades a Wikidata |
|        | Turó de la Torre      | Perafita Olost | muntanya     |         | 42° 01′ 13″ N, 2° 07′ 32″ E / 42.0203°N,2.12558°E 757.1 msnm |           |                     | Modifica les dades a Wikidata |

## pont
| imatge | Nom                         | Ubicat a | instància de | Detalls                       | coordenades                                                                                           | Protecció | Commons (més fotos) | Dades a WD                    |
| ------ | --------------------------- | -------- | ------------ | ----------------------------- | --- | --------- | ------------------- | ----------------------------- |
|        | Pont de l'horta de la Riera | Perafita | pont         | 20th century Estat: bon estat | 42° 02′ 05″ N, 2° 06′ 26″ E / 42.03484°N,2.10722°E ca:Sector sud del terme municipal                  |           |                     | Modifica les dades a Wikidata |
|        | Pont de la Tria             | Perafita | pont         |                               | 42° 02′ 26″ N, 2° 06′ 51″ E / 42.0406765583742°N,2.11424128833557°E ca:Sector est del terme municipal |           |                     | Modifica les dades a Wikidata |

## serra
| imatge | Nom                     | Ubicat a                               | instància de | Detalls | coordenades                                                       | Protecció | Commons (més fotos) | Dades a WD                    |
| ------ | ----------------------- | -------------------------------------- | ------------ | ------- | ----------------------------------------------------------------- | --------- | ------------------- | ----------------------------- |
|        | Serrat de les Cabrasses | Perafita Sant Agustí de Lluçanès Lluçà | serra        |         | 42° 05′ 05″ N, 2° 06′ 22″ E / 42.08471583°N,2.10609444°E 891 msnm |           |                     | Modifica les dades a Wikidata |
|        | carena de la Socarrada  | Perafita                               | serra        |         | 42° 03′ 59″ N, 2° 06′ 24″ E / 42.0663°N,2.10675°E                 |           |                     | Modifica les dades a Wikidata |
|        | serrat del Molar        | Perafita                               | serra        |         | 42° 02′ 26″ N, 2° 05′ 17″ E / 42.0405°N,2.08795°E                 |           |                     | Modifica les dades a Wikidata |

## Misc
| imatge | Nom                           | Ubicat a    | instància de                                                                   | Detalls                                  | coordenades                                                                                              | Protecció                                            | Commons (més fotos)      | Dades a WD                    |
| ------ | ----------------------------- | ----------- | ------------------------------------------------------------------------------ | ---------------------------------------- | --- | ---------------------------------------------------- | ------------------------ | ----------------------------- |
|        | Carrer Major de Perafita      | Perafita    | carrer                                                                         | Estil: arquitectura popular              | 42° 02′ 27″ N, 2° 06′ 23″ E / 42.04079°N,2.1065°E                                                        | bé integrant del patrimoni cultural català           | Carrer Major de Perafita | Modifica les dades a Wikidata |
|        | Cel de Croells                | Perafita    | vèrtex geodèsic                                                                | Alt: 1.2m                                | 42° 01′ 41″ N, 2° 07′ 31″ E / 42.028093°N,2.125389°E 848.823 msnm                                        |                                                      |                          | Modifica les dades a Wikidata |
|        | Pantà de la Fusta             | Perafita    | embassament                                                                    | Superfície: 1.82ha                       | 42° 03′ 19″ N, 2° 06′ 51″ E / 42.0553°N,2.11411°E 750 msnm                                               |                                                      |                          | Modifica les dades a Wikidata |
|        | Pedró de Sant Agustí          | Perafita    | oratori                                                                        | 18th century                             | 42° 02′ 13″ N, 2° 06′ 13″ E / 42.036832°N,2.103492°E ca:Sector central del terme municipal 746 msnm      |                                                      |                          | Modifica les dades a Wikidata |
|        | Perafita                      | Perafita    | entitat singular de població capital municipal ens local històric de Catalunya | 438 hab                                  | 42° 02′ 32″ N, 2° 06′ 25″ E / 42.042222222222°N,2.1069444444444°E 753 msnm                               |                                                      |                          | Modifica les dades a Wikidata |
|        | Rajoleria Pallars             | Perafita    | teuleria                                                                       | Estil: arquitectura popular              | | bé integrant del patrimoni cultural català           |                          | Modifica les dades a Wikidata |
|        | Riera Gavarresa               | Osona Bages | curs d'aigua                                                                   | Desemboca: Llobregat                     | 42° 07′ 18″ N, 2° 05′ 42″ E / 42.121789°N,2.094932°E 41° 46′ 57″ N, 1° 54′ 32″ E / 41.782522°N,1.90877°E |                                                      | Riera Gavarresa          | Modifica les dades a Wikidata |
|        | casa consistorial de Perafita | Perafita    | casa consistorial                                                              |                                          | 42° 02′ 29″ N, 2° 06′ 26″ E / 42.041413°N,2.1071315°E                                                    |                                                      |                          | Modifica les dades a Wikidata |
|        | cementiri de Perafita         | Perafita    | cementiri                                                                      | Estil: arquitectura popular 19th century | 42° 02′ 35″ N, 2° 06′ 11″ E / 42.043089°N,2.103047°E ca:C. Major 740 msnm                                | bé integrant del patrimoni cultural català           | Cementiri de Perafita    | Modifica les dades a Wikidata |
|        | el Castell                    | Perafita    | castell masia                                                                  |                                          | 42° 02′ 53″ N, 2° 06′ 36″ E / 42.048013°N,2.109935°E ca:Sector central del terme municipal               | bé d'interès cultural bé cultural d'interès nacional |                          | Modifica les dades a Wikidata |
|        | font del Tió                  | Perafita    | font                                                                           |                                          | 42° 02′ 46″ N, 2° 05′ 42″ E / 42.0462195922871°N,2.09513306345682°E                                      |                                                      |                          | Modifica les dades a Wikidata |